# Bucharest Warriors
I Bucharest Warriors sono una squadra di football americano, di Bucarest, in Romania; fondati nel 2007, hanno vinto 2 titoli nazionali.
Nel 2019 hanno chiuso la prima squadra, mantenendo attivo solo il settore giovanile.

## Dettaglio stagioni

### Amichevoli
| Stagione | Vin | Par | Per | Tot | PF  | PS  | avversaria                    |
| -------- | --- | --- | --- | --- | --- | --- | ----------------------------- |
| 2007     | 1   | 0   | 0   | 1   | 20  | 12  | Constanța Sharks              |
| 2008     | 3   | 0   | 0   | 3   | 54  | 26  | Team Sofia, Constanța Sharks  |
| 2009     | 1   | 0   | 1   | 2   | 24  | 26  | Team Sofia                    |
| 2010     | 0   | 0   | 1   | 1   | 6   | 26  | Sofia Bears                   |
| 2011     | 1   | 0   | 1   | 2   | 12  | 18  | Sofia Bears, Constanța Sharks |
| 2012     | 2   | 0   | 0   | 2   | 30  | 24  | Constanța Sharks              |
| 2013     | 0   | 0   | 1   | 1   | 0   | 28  | Constanța Sharks              |
| 2014     | 0   | 0   | 1   | 1   | 0   | 6   | Reșița Locomotives            |
| 2015     | 0   | 0   | 1   | 1   | 8   | 27  | Cluj Crusaders                |
| Totale   | 8   | 0   | 6   | 14  | 154 | 193 |                               |

### Tornei nazionali

#### Campionato

##### CNFA
| Stagione | regular season | regular season | regular season | regular season | regular season | regular season | playoff | playoff | playoff | playoff | playoff | playoff      | playoff          |
|          | Vin            | Par            | Per            | Tot            | PF             | PS             | Vin     | Per     | Tot     | PF      | PS      | risultato    | avversaria       |
| -------- | -------------- | -------------- | -------------- | -------------- | -------------- | -------------- | ------- | ------- | ------- | ------- | ------- | ------------ | ---------------- |
| 2010     | 3              | 0              | 0              | 3              | 77             | 0              | 1       | 0       | 1       | 57      | 12      | Campioni     | Cluj Crusaders   |
| 2011     | -              | -              | -              | -              | -              | -              | 1       | 1       | 2       | 29      | 26      | Campioni     | Cluj Crusaders   |
| 2013     | 0              | 0              | 3              | 3              | 22             | 84             | 0       | 1       | 1       | 12      | 40      | Quarto posto | Bucharest Rebels |
| 2014     | 2              | 0              | 1              | 3              | 146            | 46             | 0       | 2       | 2       | 6       | 92      | Quarto posto | Cluj Crusaders   |
| 2015     | 3              | 1              | 1              | 5              | 137            | 57             | 0       | 2       | 2       | 34      | 65      | Quarto posto | Timișoara 89ers  |
| 2016     | 1              | 0              | 3              | 4              | 47             | 66             | 1       | 1       | 2       | 26      | 60      | Terzo posto  | Timișoara 89ers  |
| 2017     | 2              | 0              | 2              | 4              | 65             | 64             | 1       | 1       | 2       | 54      | 39      | RoBowl       | Cluj Crusaders   |
| 2018     | 1              | 0              | 3              | 4              | 50             | 87             | 0       | 2       | 2       | 35      | 62      | Quarto posto | Timișoara 89ers  |
| Totale   | 12             | 1              | 13             | 26             | 544            | 404            | 4       | 10      | 14      | 253     | 396     |              |                  |

Fonti: Enciclopedia del Football - A cura di Roberto Mezzetti

### Tornei internazionali

#### EFAF Challenge Cup
| Stagione | regular season | regular season | regular season | regular season | regular season | regular season | playoff | playoff | playoff | playoff | playoff | playoff   | playoff    |
|          | Vin            | Par            | Per            | Tot            | PF             | PS             | Vin     | Per     | Tot     | PF      | PS      | risultato | avversaria |
| -------- | -------------- | -------------- | -------------- | -------------- | -------------- | -------------- | ------- | ------- | ------- | ------- | ------- | --------- | ---------- |
| 2010     | 0              | 0              | 2              | 2              | 0              | 114            | -       | -       | -       | -       | -       | -         | -          |
| Totale   | 0              | 0              | 2              | 2              | 0              | 114            | -       | -       | -       | -       | -       |           |            |

Fonti: Enciclopedia del Football - A cura di Roberto Mezzetti

### Riepilogo fasi finali disputate
| Anno           | Luogo       | Evento | Fase del torneo      | Incontro                             | Risultato |
| 5 luglio 2014  | Timișoara   | CNFA   | Finale 3º - 4º posto | Cluj Crusaders - Bucharest Warriors  | 42 - 6    |
| 14 giugno 2015 | Cluj-Napoca | CNFA   | Finale 3º - 4º posto | Timișoara 89ers - Bucharest Warriors | 23 - 20   |
| 25 giugno 2016 | Bucarest    | CNFA   | Finale 3º - 4º posto | Bucharest Warriors - Timișoara 89ers | 12 - 10   |
| 24 giugno 2017 | Buftea      | CNFA   | RoBowl               | Cluj Crusaders - Bucharest Warriors  | 17 - 12   |
| 30 giugno 2018 | Reșița      | CNFA   | Finale 3º - 4º posto | Timișoara 89ers - Bucharest Warriors | 19 - 7    |

## Palmarès
- 2 RoBowl (2010, 2011)